# Stenoconalia endroedyi
Stenoconalia endroedyi es una especie de coleóptero de la familia Mordellidae. Es la única especie del género Stenoconalia.

## Distribución geográfica
Habita en a República Democrática del Congo.